# Болгария на летних Олимпийских играх 1924
Болгария принимала участие в летних Олимпийских играх 1924 года в Париже (Франция) первый раз за свою историю, но не завоевала ни одной медали. 
В ряде источников указывается, что на летних Олимпийских играх 1896 года швейцарец Шарль Шампо, работавший в конце XIX века учителем гимнастики в Софии, был первый в истории представителем Болгарии, принявшим участие в Олимпийских играх.